# Marianopoli
Marianopoli település Olaszországban, Szicília régióban, Caltanissetta megyében. Lakosainak száma 1600 fő (2023. január 1.). Marianopoli Caltanissetta, Mussomeli, Petralia Sottana és Villalba községekkel határos.

## Népesség
A település lakossága az elmúlt években az alábbi módon változott:
| Lakosok száma | 1858 | 1817 | 1600 |
|               | 2017 | 2018 | 2023 |